# Yamil Borges
Yamil Borges (* 8. Juni 1958 in San Lorenzo, Puerto Rico) ist eine puerto-ricanische Musicaldarstellerin, Tänzerin, Jazzsängerin und Schauspielerin.

## Leben und Wirken
Borges wuchs in einer puerto-ricanischen Familie in der Bronx auf. Im Alter von neun Jahren begann sie mit dem Tanzen und absolvierte eine Ausbildung zur Musicaldarstellerin an der La Guardia High School of Performing Arts. 1979 wurde sie von Leonard Bernstein für die Neuinszenierung seiner West Side Story am Broadway engagiert.
Borges kam 1990 mit einer Musical-Produktion nach Europa; in Deutschland verliebte sie sich und bekam eine Tochter. Dann spielte sie Berlin die Hauptrolle im Musical Chicago im Theater des Westens. Weiterhin spielte sie die Aurora/Spinnenfrau in der deutschsprachigen Erstaufführung von Kuss der Spinnenfrau (auch Beteiligung am Album). Peter Maffay holte sie zu Tabaluga. Sie wirkte als Schauspielerin auch in Filmen und Fernsehproduktionen wie A Chorus Line (1985), Miami Vice (1986), Ein Scheusal von Millionär (1989), Die Bill Cosby Show (1990), Verbotene Liebe (2003) und Four Senses (2013) mit.
Borges trat 2001 zum ersten Mal in Berliner Jazzclubs auf, wo sie mit Musikern wie Ignaz Dinné, Tino Derado, Fuasli Abdul Khailiq oder Tal Balshai auftrat. Als Sängerin veröffentlichte sie 2002 ihr Debütalbum Berlin at Nite; es folgte 2003 Yamil bei Duophon.